# Земский начальник
Земский участковый начальник — чиновник Российской империи в 1889—1917 годах, сочетающий на территории своего участка (меньшего, чем уезд) административную власть по отношению к крестьянам и их сообществам (сельским обществам и волостям) и ограниченную судебную власть по отношению ко всему населению. В период контрреформ как администрирующие чиновники заменили собой уездные по крестьянским делам присутствия, а как судебная инстанция — заменили упразднённых мировых судей. Верхними инстанциями по отношению к земским начальникам выступали уездный съезд и губернское присутствие.Назначались они министром внутренних дел из числа местных потомственных помещиков.

## Перечень губерний, в которых имелись земские начальники
По состоянию на 1913 год, земские участковые начальники, уездные съезды и губернские присутствия были введены в 43 губерниях Европейской России (Астраханская, Бессарабская, Виленская, Витебская, Владимирская, Вологодская, Воронежская, Вятская, Гродненская, Екатеринославская, Казанская, Калужская, Ковенская, Костромская, Курская, Минская, Могилёвская, Московская, Нижегородская, Новгородская, Олонецкая, Оренбургская, Орловская, Пензенская, Пермская, Полтавская, Псковская, Рязанская, Самарская, Санкт-Петербургская, Саратовская, Симбирская, Смоленская, Ставропольская, Таврическая, Тамбовская, Тверская, Тульская, Уфимская, Харьковская, Херсонская, Черниговская, Ярославская губернии).
В остальных регионах России учреждения по крестьянским делам имели другую структуру, наименования и полномочия должностей и учреждений.
В губерниях Киевской, Волынской и Подольской действовали мировые посредники, уездные мировые съезды и губернские по крестьянским делам присутствия.
В Заказвказских губерниях (Тифлисская, Елизаветпольская (Елисаветпольская), Кутаисская, Эриванская, Бакинская губернии) действовали мировые посредники и губернские по крестьянским или поселянским делам присутствия.
В Области Войска Донского действовали окружные по крестьянским делам присутствия, непременные члены этих присутствий и областное по крестьянским делам присутствие.
В Архангельской губернии действовали чиновники по крестьянским делам, съезды по крестьянским делам и губернское по крестьянским делам присутствие.
В губерниях Тобольской, Томской, Енисейской и Иркутской действовали крестьянские начальники, уездные съезды крестьянских начальников и губернские управления.
В Забайкальской, Амурской и Приморской областях действовали крестьянские начальники, уездные съезды крестьянских начальников и областное по крестьянским делам присутствие.
В Акмолинской, Семипалатинской, Тургайской и Уральской областях действовали крестьянские начальники, уездные съезды крестьянских начальников и областные правления.

## Полномочия земских начальников

### Административные полномочия
Административные полномочия земского начальника распространялись только на сельские общества и волости, а на всех остальных лиц — только в части их конфликтов по землепользованию с сельскими обществами.
Основные задачи земского начальника как администратора состояли в решении всех вопросов землепользования крестьян (в этой части своей деятельности земские начальники выступали преемниками упразднённых уездных по крестьянским делам присутствий) и в надзоре за деятельностью сообществ крестьян (сельских обществ и волостей).
Задача разрешения вопросов землепользования (составлявшая единственную обязанность прежних мировых посредников) была важной, так как земельные отношения между помещиками и их бывшими крестьянами были сложными и генерировали множество конфликтов. Кроме разграничения собственности на землю (размежевания) между помещиками и сельскими обществами, существовали запутанные взаимные обязательства по правам прохода и проезда, использования земель и леса под пастбище, пользования лесами, пользования водами. Многие из этих отношений не были надлежащим образом документированы. При разрешении всех конфликтов между сельскими обществами и частными владельцами земель земские начальники выступали как полномочные администраторы (сельские и волостные сходы имели полномочия только над землёй и над членами сельских обществ). Конфликты внутри сельских обществ разрешались крестьянским самоуправлением, и земский начальник имел более надзорные полномочия.
Земский начальник действовал на основании «Положения об установлениях, заведывающих крестьянскими делами» 1889 года и имел полномочия:
- Разбирать и разрешать иски и споры, относящиеся к исполнению актов о поземельном устройстве крестьян и истекающих из прежних обязательных отношений между помещиками и крестьянами;
- Производить надзор и ревизии всех установлений крестьянского общественного самоуправления;
- При всех инцидентах, требующих прибытия уездного исправника или станового пристава, до их прибытия на место исполнять их обязанности, в том числе руководить нижними чинами уездной полиции;
- Предлагать собственные вопросы для обсуждения на волостном сходе;
- Утверждать в должности избранных волостных старшин;
- Принимать и разрешать жалобы на должностных лиц сельских и волостных управлений;
- Временно устранять от должности должностных лиц сельских и волостных управлений и передавать дело об их увольнении на решение уездных съездов;
- Проверять все приговоры сельских и волостных сходов, и, при усмотрении среди них нарушающих закон, передавать дело на решение уездных съездов;
- Надзирать за состоянием мирских капиталов, утверждать приговоры сельских и волостных сходов относительно расходования мирских капиталов, при несогласии передавать дело на решение уездных съездов;
- Осуществлять аналогичные права в отношении сельских ссудно-сберегательных касс и подобных им учреждений мелкого кредита;
- Надзирать за опекунствами, учреждёнными над малолетними сиротами сельского состояния.
- Выбирать судей волостных судов из избранных крестьянами кандидатов, назначать одного из судей председателем суда.

Новый комплекс полномочий был возложен на земских начальников в ходе аграрной реформы 1906 года. Сельские общества были обязаны укреплять за желающими крестьянами земельные участки в личную собственность. Если сельское общество отказывалось это делать, заявитель мог обратиться к земскому начальнику, который выделял землю и составлял акт об укреплении в личную собственность части общинной земли своей властью. Акты подлежали утверждению уездным съездом. Землеустроительные работы на местности при этом выполняли землемеры уездной землеустроительной комиссии, а их камеральную обработку — межевое отделение губернского правления.
Над земским начальником стояли две инстанции: уездный съезд и губернское присутствие. Уездному съезду земский начальник был обязан передавать на решение наиболее важные вопросы (отмену приговоров сходов и т. п.). Губернское присутствие занималось рассмотрением жалоб на решения уездных съездов и земских начальников.
Земский начальник имел также и полномочия накладывать административные взыскания (в современных терминах — право рассматривать дела об административных правонарушениях). До 1906 года за маловажные проступки земский начальник мог, «без формального производства», подвергнуть должностных лиц сельского и волостного управлений и суда денежному взысканию не свыше 5 рублей или аресту не свыше 7 дней. В том же порядке, с составлением лишь в каждом случае особого протокола, земский начальник мог подвергнуть денежному взысканию не свыше 6 рублей или аресту не свыше 3 дней всех «лиц, подведомственных крестьянскому общественному управлению», в случае «неисполнения законных его распоряжений или требований».

### Судебные полномочия
Судебные полномочия земского начальника представляли собой часть полномочий (менее важных) мирового судьи, упразднённых при введении данной должности; полномочия мировых судей по более важным делам были переданы уездным членам окружного суда. Земские начальники имели равные судебные полномочия с городскими судьями, образуя совместно с ними нижнюю судебную инстанцию. Важной особенностью земских начальников и городских судей как судебной инстанции было то, что они не были отнесены к системе судебных установлений; высшими инстанциями, принимавшими жалобы на их решения, были не окружные суды (и далее судебные палаты), а уездные съезды (и далее губернские присутствия).
Земскому начальнику были подсудны следующие гражданские дела:
- Иски на сумму не свыше 500 рублей, возникающие по найму земельных угодий, по личному найму на сельские работы, в сельскохозяйственные должности и в услужение, по потравам и другим повреждениям полей, лугов и иных угодий;
- Иски по всякого рода другим личным договорам и обязательствам, о движимости и о вознаграждении за вред и убытки, когда отыскиваемая сумма не превышает 300 рублей;
- Иски о личных обидах и оскорблениях;
- Иски о восстановлении нарушенного владения, когда со времени нарушения прошло не более 6 месяцев;
- Просьбы об обеспечении доказательств по искам на всякую сумму.

Земские начальники рассматривали также дела, подсудные волостному суду, если об этом просили обе стороны.
Земскому начальнику были подсудны следующие уголовные дела:
- Все преступления и проступки, которые могут быть наказаны штрафом не более 300 рублей;
- Все преступления, которые могут быть наказаны тюремным заключением на срок не более одного года.

На практике это означало, что земским начальникам было подсудно абсолютное большинство административных правонарушений (в современном понимании этого термина) и самые лёгкие уголовные преступления (кража без взлома, мелкое хулиганство, нанесение побоев и т. п.).

Приговоры к аресту на срок до 3 дней и штрафу до 15 рублей обжалованию не подлежали, на остальные приговоры могла быть принесена апелляция уездному съезду.
Земские начальники имели особенную юрисдикцию по отношению к волостным судам. Земский начальник разрешал пререкания о подсудности между волостными судами, утверждал решения волостных судов о телесном наказании. Земский начальник принимал жалобы на решения волостных судов, которые он мог утвердить (но не отменить) своей властью, либо передать дело на решение уездного съезда.

## Предпосылки появления земских начальников
Исторически должности земских начальников предшествовала должность мировых посредников и затем непременных членов уездных по крестьянским делам присутствий. Главною задачею мировых посредников было приведение в действие положений о крестьянах 1861 г. и разрешение дел, возникающих из обязательных поземельных отношений между помещиками и временнообязанными крестьянами. По мере выполнения этой задачи, с введением в действие уставных грамот и с переводом крестьян на выкуп, число мировых посредников постепенно сокращалось и, наконец, в начале семидесятых годов XIX века было решено коренным образом преобразовать этот институт.
По закону 27 июня 1874 г. вместо съездов мировых посредников были учреждены уездные по крестьянским делам присутствия, а вместо мировых посредников — непременные члены уездных по крестьянским делам присутствий, главная обязанность которых состояла в надзоре за крестьянским общественным управлением и в ведении дел уездных присутствий. Взимание податей с крестьян было возложено на полицию, а судебные дела ведались частью волостным судом, частью учреждёнными в 1864 г. мировыми судьями.
Неудобства этой организации сказались в скором времени. Уездные присутствия, составленные из лиц, имеющих другие занятия по прямым своим должностям, оказались бессильными в деле упорядочения крестьянского управления. Непременный член уездного присутствия, один на весь уезд, проживавший у себя в усадьбе, не мог осуществлять надзора за органами волостного и сельского управления; притом же у него не было необходимой для действительного надзора власти немедленного распоряжения и взыскания — по делам этого рода он должен был входить с докладом в уездное присутствие, которое собиралось не более одного раза в месяц. Вследствие этого в волостях происходили беспорядки, счетоводство велось неправильно и небрежно, собранные подати вносились несвоевременно, должностные лица совершали частые растраты денежных сумм. Эти беспорядки объяснялись отсутствием надлежащего надзора за крестьянским общественным управлением и бесконтрольностью волостных и сельских должностных лиц. Исправники, не имея возможности следить за взиманием податей на пространстве целого уезда, проявляли свою деятельность часто без достаточного соображения с платёжными средствами крестьян. Мировые судьи, обязанные соблюдать в своём производстве сложные обряды установленного для них процессуального порядка, действовали слишком формально и не в состоянии были оградить законные интересы населения, основанные в большинстве случаев на совершаемых в сельской среде неформальных сделках и договорах. При таких условиях оказывалось необходимым вновь преобразовать строй местного сельского управления.
Бывший в то время министром внутренних дел граф Д. А. Толстой признавал ошибочною основную мысль положения 27 июня 1874 г. о замене единоличной власти мировых посредников коллегиальным учреждением. По его мнению, в сфере административной, требовавшей непосредственных распоряжений, деятельность коллегии в редких случаях могла оказаться плодотворною. Поэтому, для успешного приведения крестьянского управления в надлежащее благоустройство, необходимо было устранить главную причину существовавшего в деревнях беспорядка, от которого в большей или меньшей степени страдали все жители уезда и все отрасли местной деятельности, как общественной, так и частной, а именно — фактическое безвластие при формальном многоначалии. Единственным правильным способом для этого представлялось установление на местах близких к населению и авторитетных для него правительственных органов, которые заведывали бы крестьянским делом во всей его совокупности, руководили бы всеми важнейшими проявлениями жизни и быта сельского населения, охраняли его интересы и были бы притом снабжены необходимыми полномочиями как для немедленного пресечения злоупотреблений, так и вообще для действительного ограждения в сельских местностях спокойствия, порядка и благочиния.
Таких полномочных сельских начальников и предположено было создать в лице земских начальников. Название этой должности вместе с понятием об относительной обширности полномочий, заключавшихся в слове «начальник», соединяло в выражении «земский» понятие, указывавшее как на состав будущего института из принадлежащих к дворянскому сословию местных земских людей, так и на характер их деятельности, имеющей преимущественною целью удовлетворение потребностей земледельческого и землевладельческого классов и направленной к охранению земского мира.

## Разработка закона о земских начальниках
В развитие изложенных предположений, в особом, под председательством товарища министра внутренних дел князя К. Д. Гагарина, совещании нескольких губернаторов и губернских предводителей дворянства, а также управляющего земским отделом Долгово-Сабурова, при ближайшем участии правителя Канцелярии министра внутренних дел А. Д. Пазухина, при заведовании делопроизводством совещания чиновником особых поручений при министре внутренних дел А. С. Стишинским был составлен проект положения о земских начальниках, съездах земских начальников и о губернских по сельским делам присутствиях.
Первоначальное рассмотрение этого проекта в Государственном совете состоялось в декабре 1888 г. Здесь возникло разногласие по вопросу о том, следует ли должность земских начальников образовать с характером органа особой крестьянской администрации или же с значением учреждения, входящего в систему общего местного управления. В общем собрании Государственного совета за первое решение вопроса высказалось 13 голосов, за второе — 39. 28 января 1889 г. император Александр III утвердил мнение 13 членов, при этом в устранение затруднений, высказанных министром юстиции, что с учреждением земских начальников будет весьма ослаблен личный состав судебно-мировых установлений, повелел упразднить судебно-мировой институт. Вследствие повеления государя императора в проект о земских начальниках были внесены и представлены Государственному Совету 13 мая 1889 г. дополнительные постановления об обширной судебной компетенции новых крестьянских учреждений. Рассмотренный Государственным советом проект о земских участковых начальниках удостоился Высочайшего утверждения 12 июля 1889 г.

## Критика института земских начальников
По основании института земских начальников в обществе и печати более всего возражали против соединения в одной должности административной и судебной власти. Но такое соединение, как известно, допускалось даже в столь либеральной стране, как Англия, где мировые судьи, существовавшие в течение 6 столетий, вместе с судебными функциями выполняли многие обязанности по местному земскому управлению, заведуя делами о бедных, раскладывая взимаемые на содержание их налоги, контролируя сборщиков, имели право задерживать застигнутых на месте преступления, разгонять незаконные сборища, преследовать бродяжество и так далее. Затем соединение разнообразных функций в ближайших к населению органах власти неизбежно. В центральных органах, обслуживающих всё государство, возможна и полезна наибольшая специализация функций; но чем меньше район деятельности органа власти, тем более необходимо совмещение в нём разнородных обязанностей. Волостной писарь поневоле является исполнительным органом всех ведомств. Законом 15 июня 1912 г. о преобразовании местного суда вновь восстановлены мировые судьи, вследствие чего должность земского начальника была освобождена от судебных функций. По первоначальному проекту графа Д. А. Толстого упразднение мировых судей вследствие учреждения должности земских начальников вовсе и не предполагалось, наоборот, предусматривалось одновременное существование должностей мирового судьи и земского начальника. Этот порядок и вводился постепенно в губерниях Европейской России.
В должности земских начальников часто усматривалось ограничение крестьянского самоуправления и проявление опеки над крестьянским сословием. В частности, говорилось, что даваемые земскому начальнику полномочия в отношении контроля над приговорами сельских сходов уничтожают всякую тень Высочайше дарованной в 1861 г. самостоятельности крестьянского общественного управления (статья 31 пол. уст. крест.). Сильнейшие нарекания вызывало также предоставление земским начальникам неограниченного права подвергать, без формального производства, лиц, подведомственных крестьянскому общественному управлению, штрафам и аресту (статья 57 пол. уст. крест.). В этих отношениях уже последовало изменение института земских начальников. Указом 5 октября 1906 г. установлен новый порядок отмены общественных приговоров и отменено дискреционное право земских начальников подвергать штрафам и арестам частных лиц, подведомственных крестьянскому управлению.
Таким образом, время и изменившиеся условия жизни заставили произвести некоторые изменения в институте земских начальников, но не принудили совершенно отказаться от этого учреждения. Причина этого заключается в том, что по основному своему замыслу институт земских начальников выполнял вполне жизненные задачи. Если бы наше волостное и сельское самоуправление было подчинено лишь отдельным уездным властям, каждой по предметам её ведомства, то при обширных размерах наших уездов, при недостаточно высоком умственном и нравственном уровне народонаселения, в местной деревенской жизни неизбежно воцарились бы всякие беспорядки, и распоряжения Правительства оставались бы в значительной мере без должного исполнения. Для того, чтобы должностные лица волостного и сельского самоуправления могли быть в то же время и удовлетворительными органами общего государственного управления, необходим властный и близкий правительственный контроль; органом такого контроля и являются участковые земств начальники.
Неудобство уезда, как первого контрольного округа над крестьянским общественным управлением, достаточно выяснилось в течение 15-летнего существования должности непременных членов уездных по крестьянским делам присутствий. Народонаселение в настоящее время настолько возросло, жизнь так усложнилась, что уезд уже не может быть низшей административной единицей. Потому и должность земских начальников совершенно правильно была приурочена не к уездам, а к участкам.

## Практическая работа земских начальников
Институт земских начальников с течением времени не только не умалялся, а наоборот, приобретал большее значение. Важнейшие государственные мероприятия задумывались в расчёте на земских начальников, как на главную местную исполнительную силу.
Нужно было упорядочить общие переделы надельных земель, и вот 8 июня 1893 г. издаются правила об общих переделах, распространённые лишь на те местности, где введены земские участковые начальники.
Назрела потребность в упорядочении взимания окладных сборов, — издаётся 23 июня 1899 г. положение о порядке взимания окладных сборов, распространяемое на губернии, где введены земские начальники, и рассчитанное на этих должностных лиц, как ближайших к крестьянскому населению представителей правительственной власти.
Временные правила 12 июня 1900 г. по обеспечению продовольственных потребностей сельских обывателей всецело опираются на крестьянские учреждения — земских начальников, уездные съезды и губернские присутствия.
Наконец задумало Правительство дело великой важности — аграрную реформу, и в этой реформе видная роль отводилась земским начальникам. Высочайшим Указом 9 ноября 1906 г. крестьянам был облегчён выход из общины — каждому домохозяину-общиннику предоставлялось право укрепить за собою состоящие в его пользовании участки общинной земли в личную собственность. Если бы это укрепление можно было допустить только по общественным приговорам, то возможно, что задуманная реформа осталась бы без всякого успеха; но благодаря наличию на местах земских начальников оказалось возможным установить правило, что, в случае несоставления обществом укрепительного приговора, укрепление производится по постановлению земского начальника.
Результат получился тот, что к 1-му января 1914 г. было постановлено 1.880.704 укрепительных акта, из них 1.241.411 укрепительных постановлений земских начальников и 639.293 укрепительных приговора. Кроме того, земскими начальниками было составлено 381.900 удостоверительных актов в обществах, признанных перешедшими к подворному владению по ст. ст. 1—8 закона 14 июня 1910 г., 208.727 удостоверительных постановлений на подворные и усадебные участки и утверждено 213.972 на те же участки удостоверительных приговора; всего же земскими начальниками было составлено и утверждено, на основании Указа 9 ноября 1906 г. и закона 14 июня 1910 г., 2.046.010 актов, приблизительно по 900 актов в среднем на каждого. В землеустройстве в тесном смысле, то есть в разверстании надельных земель к одним местам, земские начальники также принимают ближайшее участие. Подготовка землеустроительных работ была поручена:
|           | Число земских начальников | Число селений | Число дворов | Площадь земли     |
| --------- | ------------------------- | ------------- | ------------ | ----------------- |
| В 1910 г. | 995                       | 4.711         | 83.614       | 935.791 десятин   |
| В 1911 г. | 1.216                     | 6.070         | 96.491       | 1.007.813 десятин |
| В 1912 г. | 1.607                     | 6.894         | 120.307      | 1.178.818 десятин |
| В 1913 г. | 1.850                     | 7.818         | 145.505      | 1.353.993 десятин |

В качестве землеустроителей принимали участие:
|           | Число земских начальников | Площадь земли   |
| --------- | ------------------------- | --------------- |
| В 1910 г. | 515                       | 407.995 десятин |
| В 1911 г. | 609                       | 496.793 десятин |
| В 1912 г. | 735                       | 578.678 десятин |
| В 1913 г. | 905                       | 728.502 десятин |